# Siêu cúp bóng đá châu Âu 2012
Siêu cúp châu Âu 2012 là trận Siêu cúp bóng đá châu Âu thứ 37, trận đấu bóng đá thường niên được tổ chức bởi UEFA giữa đương kim vô địch của hai giải đấu bóng đá cấp câu lạc bộ lớn nhất châu Âu, UEFA Champions League và UEFA Europa League. Trận đấu được diễn ra giữa Stade Louis II tại Monaco ngày 31 tháng 8 năm 2012, giữa đội vô địch UEFA Champions League 2011–12 Chelsea của Anh và đội vô địch UEFA Europa League 2011–12 Atlético de Madrid của Tây Ban Nha.
Đây là trận Siêu cúp cuối cùng diễn ra trên sân Louis II, nơi tổ chức từ năm 1998, các trận đấu trong tương lai sẽ được diễn ra trên các sân khác nhau, bắt đầu từ năm 2013, được diễn ra trên sân Eden Arena ở Prague.
Atlético de Madrid đánh bại Chelsea 4–1, để giành Siêu cúp châu Âu thứ hai.

## Địa điểm thi đấu
Stade Louis II ở Monaco là nơi diễn ra UEFA Super Cup hàng năm kể từ 1998. Xây dựng năm 1985, sân là sân nhà của AS Monaco, đội thi đấu trong hệ thống giải bóng đá Pháp.
Sức chứa của Stade Louis II là 18,000. Hơn 70 phần trăm số vé dành cho cổ động viên hai đội và trung lập. Chelsea và Atlético phân phối thẳng số vé tới người hâm mộ của họ. Các hạng vé dành cho cổ động viên trung lập Hạng 1 (Première) đối diện với khán đài chính có giá €70. Vé trung lập quốc tế được bán độc quyền qua UEFA.com, từ 15 tháng Sáu tới 2 tháng Bảy.

## Các đội
| Đội                | Tư cách                               | Tham dự trước đó (in đậm chỉ vô địch) |
| ------------------ | ------------------------------------- | ------------------------------------- |
| Chelsea            | Vô địch UEFA Champions League 2011–12 | 1998                                  |
| Atlético de Madrid | Vô địch UEFA Europa League 2011–12    | 2010                                  |

Trước đó đã có bốn trận đấu Anh-Tây Ban Nha tại UEFA Super Cup (1979, 1980, 1982, 1998), các đội của Anh giành chiến thắng ba trong bốn trận.

## Trận đấu

### Chi tiết
| Chelsea    | 1–4      | Atlético de Madrid                |
| ---------- | -------- | --------------------------------- |
| Cahill 75' | Chi tiết | Falcao 6', 19', 45' · Miranda 60' |

| Chelsea | Atlético Madrid |

| GK                | 1  | Petr Čech          |     |     |
| RB                | 2  | Branislav Ivanović | 29' |     |
| CB                | 24 | Gary Cahill        |     |     |
| CB                | 4  | David Luiz         |     |     |
| LB                | 3  | Ashley Cole        |     | 90' |
| CM                | 12 | John Obi Mikel     |     |     |
| CM                | 8  | Frank Lampard (c)  |     |     |
| RW                | 7  | Ramires            |     | 46' |
| AM                | 17 | Eden Hazard        |     |     |
| LW                | 10 | Juan Mata          |     | 81' |
| CF                | 9  | Fernando Torres    |     |     |
| Dự bị:            |    |                    |     |     |
| GK                | 22 | Ross Turnbull      |     |     |
| DF                | 34 | Ryan Bertrand      |     | 90' |
| MF                | 6  | Oriol Romeu        |     |     |
| MF                | 11 | Oscar              |     | 46' |
| MF                | 16 | Raul Meireles      |     |     |
| FW                | 23 | Daniel Sturridge   |     | 81' |
| FW                | 13 | Victor Moses       |     |     |
| Huấn luyện viên:  |    |                    |     |     |
| Roberto Di Matteo |    |                    |     |     |

| GK               | 13 | Thibaut Courtois   |  |     |
| RB               | 20 | Juanfran           |  |     |
| CB               | 23 | Miranda            |  |     |
| CB               | 2  | Diego Godín        |  |     |
| LB               | 3  | Filipe Luís        |  |     |
| DM               | 4  | Mario Suárez       |  |     |
| DM               | 14 | Gabi (c)           |  |     |
| RW               | 7  | Adrián López       |  | 56' |
| AM               | 6  | Koke               |  | 81' |
| LW               | 10 | Arda Turan         |  |     |
| CF               | 9  | Radamel Falcao     |  | 87' |
| Dự bị:           |    |                    |  |     |
| GK               | 25 | Sergio Asenjo      |  |     |
| DF               | 17 | Sílvio             |  |     |
| DF               | 18 | Cata Díaz          |  |     |
| MF               | 8  | Raúl García        |  | 81' |
| MF               | 21 | Emre Belözoğlu     |  | 87' |
| MF               | 11 | Cristian Rodríguez |  | 56' |
| FW               | 19 | Diego Costa        |  |     |
| Huấn luyện viên: |    |                    |  |     |
| Diego Simeone    |    |                    |  |     |

| Cầu thủ xuất sắc nhất trận đấu: Radamel Falcao (Atlético Madrid) Trợ lý trọng tài: Primož Arhar (Slovenia) Matej Žunič (Slovenia) Trọng tài thứ tư: Bojan Ul (Slovenia) Trợ lý trọng tài thêm: Matej Jug (Slovenia) Slavko Vinčić (Slovenia) | Điều lệ trận đấu - 90 phút. - 30 phút hiệp phụ nếu cần. - Sút luân lưu nếu tỉ số vẫn hòa. - Đăng ký bảy cầu thủ dự bị. - Thay tối đa ba cầu thủ. |

### Thống kê
| Thống kê       | Chelsea | Atlético Madrid |
| -------------- | ------- | --------------- |
| Bàn thắng      | 0       | 3               |
| Sút            | 5       | 11              |
| Sút trúng gôn  | 4       | 7               |
| Cản phá        | 4       | 4               |
| Kiểm soát bóng | 58%     | 42%             |
| Phạt góc       | 1       | 1               |
| Lỗi            | 5       | 9               |
| Việt vị        | 1       | 2               |
| Thẻ vàng       | 1       | 0               |
| Thẻ đỏ         | 0       | 0               |

| Thống kê       | Chelsea | Atlético Madrid |
| -------------- | ------- | --------------- |
| Bàn thắng      | 1       | 1               |
| Sút            | 7       | 7               |
| Sút trúng gôn  | 3       | 5               |
| Cản phá        | 4       | 2               |
| Kiểm soát bóng | 56%     | 44%             |
| Phạt góc       | 2       | 5               |
| Lỗi            | 8       | 9               |
| Việt vị        | 0       | 0               |
| Thẻ vàng       | 0       | 0               |
| Thẻ đỏ         | 0       | 0               |

| Thống kê       | Chelsea | Atlético Madrid |
| -------------- | ------- | --------------- |
| Bàn thắng      | 1       | 4               |
| Sút            | 12      | 18              |
| Sút trúng gôn  | 7       | 12              |
| Cản phá        | 8       | 6               |
| Kiểm soát bóng | 57%     | 43%             |
| Phạt góc       | 3       | 6               |
| Lỗi            | 13      | 18              |
| Việt vị        | 1       | 2               |
| Thẻ vàng       | 1       | 0               |
| Thẻ đỏ         | 0       | 0               |